# Manduca incisa
Espèce
Manduca incisa est une espèce de Lépidoptères de la famille des Sphingidae, de la sous-famille des Sphinginae et de la tribu des Sphingini.

## Description
L'espèce est semblable en apparence à plusieurs autres membres du genre Manduca, mais un certain nombre de différences la distingue de Manduca lefeburii, à laquelle elle se compare le plus étroitement, en particulier dans la ligne médiane noire étroite sur le dessus de l'abdomen, la face dorsale de l'aile antérieure plus pâle, la marque costale distale plus marquée et la ligne apicale plus étendue.

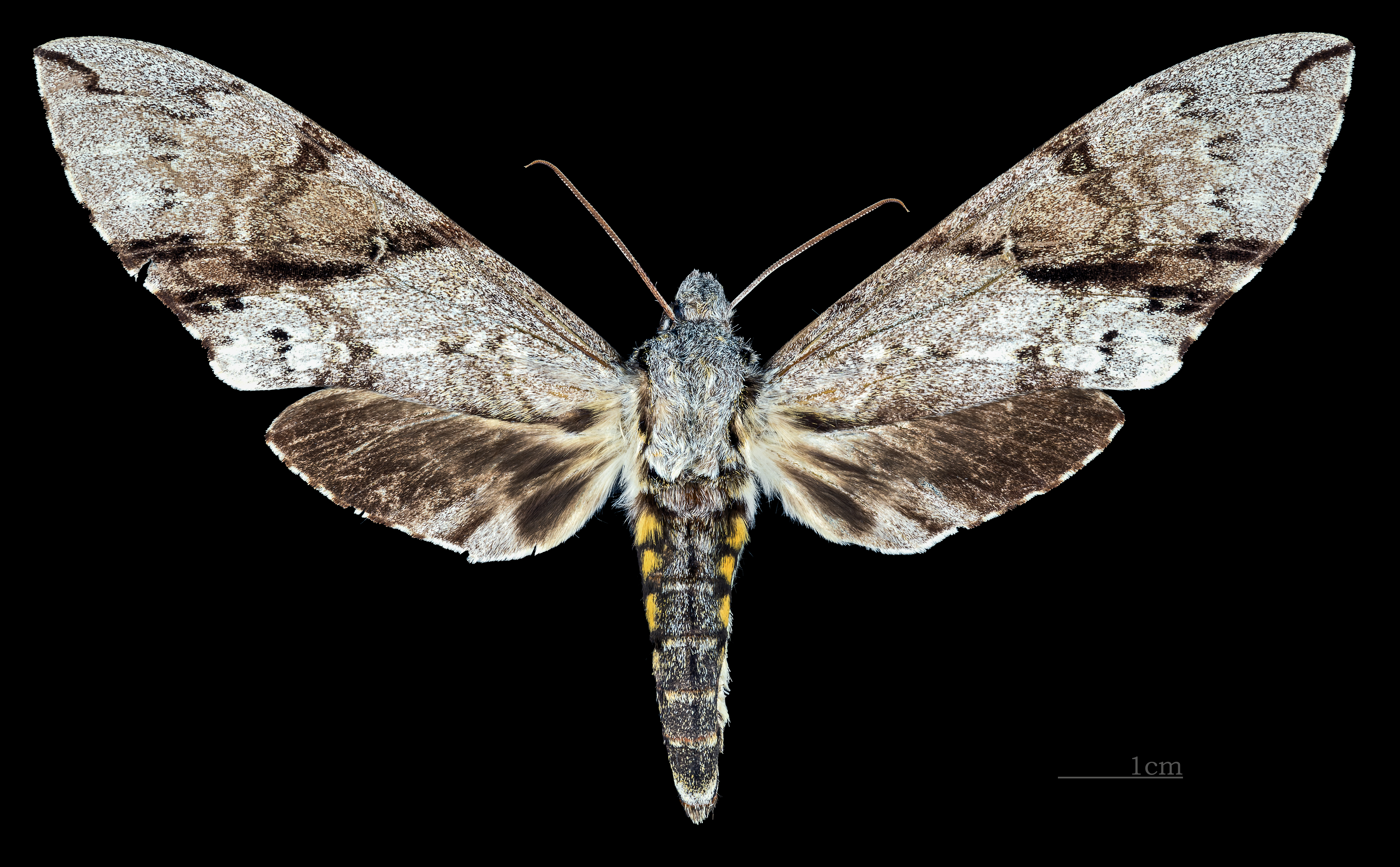
Femelle - Face dorsale (coll.MHNT)
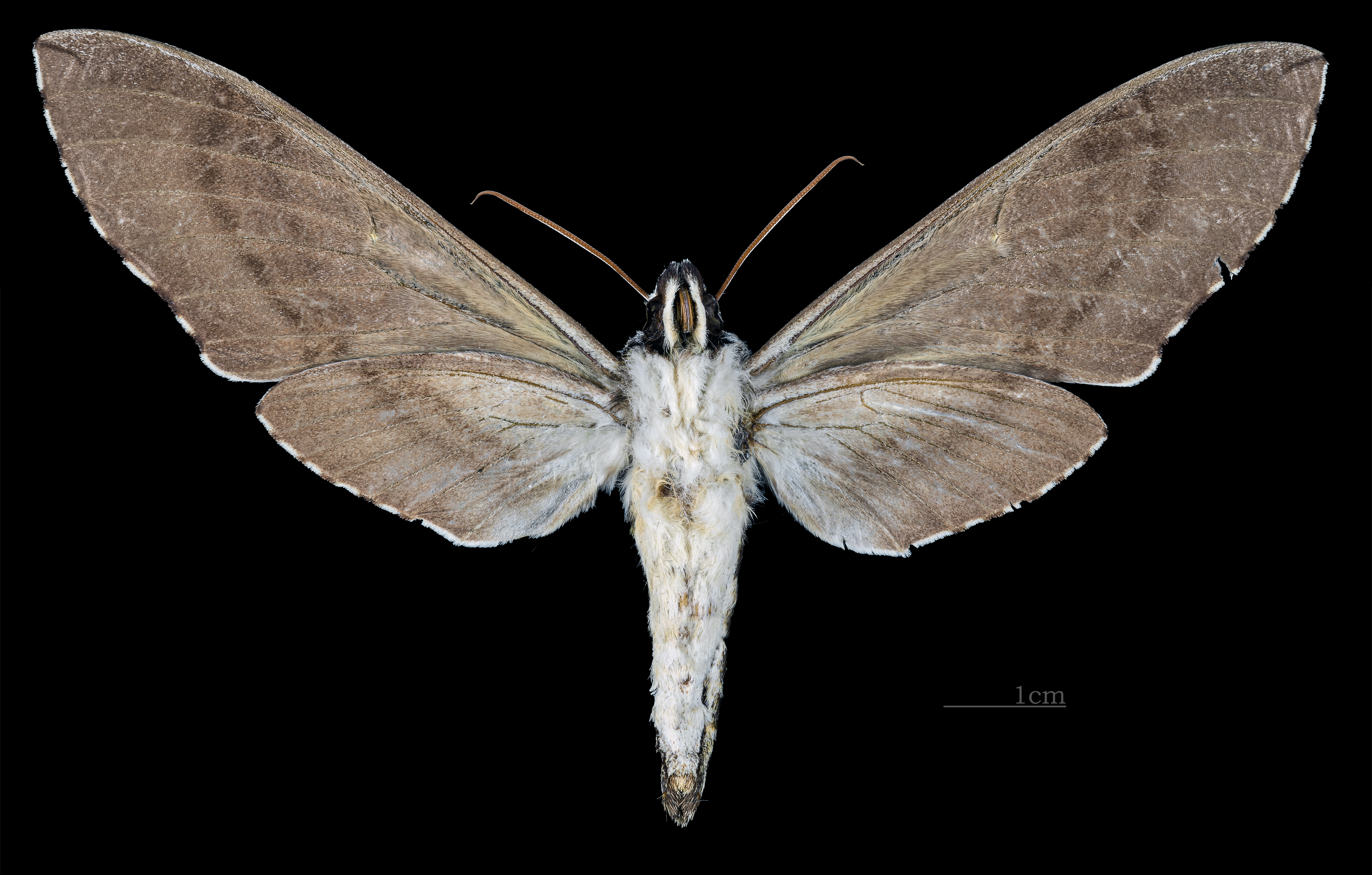
Femelle - Face ventrale (coll.MHNT)

## Distribution et habitat
Distribution
L'espèce est connue au Brésil, en Bolivie.

## Systématique
- L'espèce Manduca incisa a été décrite par l'entomologiste anglais Francis Walker en 1856, sous le nom initial de Macrosila incisa[1].
- La localité type est l'État de Rio de Janeiro (Brésil).

### Synonymie
- Macrosila incisa Walker, 1856 Protonyme